# John Balance
John Balance, de son vrai nom Geoff Rushton (également connu sous le nom de Jhonn Balance, ou Jhon Balance), né le 16 février 1962 à Mansfield (Nottinghamshire, Angleterre) et mort le 13 novembre 2004, était un chanteur et musicien de musique industrielle et de musique expérimentale. Il a été membre ou a collaboré avec de nombreux groupes : Nurse With Wound, Death in June, Psychic TV, Current 93, Thighpaulsandra. La majeure partie de sa carrière musicale a été cependant faite avec le groupe Coil dont il est le cofondateur avec Peter Christopherson. Il a également produit quelques remix de chansons de Nine Inch Nails. La diversité de son œuvre, ses multiples collaborations font de lui une figure essentielle de la musique industrielle, expérimentale et du néofolk.
Il a souffert de problèmes d'alcoolisme et en est indirectement mort, en perdant l'équilibre sous l'influence de l'alcool.